# Al-Forqat al-Wasti
Al-Forqat al-Wasti (arabe : الفرقة الوسطى, « La Division centrale ») est un groupe rebelle formé lors de la guerre civile syrienne, fondé en 2015.

## Histoire

### Formation
Al-Forqat al-Wasti est fondé en septembre 2015 par la fusion de deux groupes : le Liwa Saifullah (La brigade de l'épée de Dieu) et Jaych al-Fatiheen fi Ardh al-Cham (L'Armée des conquérants du pays du Cham). Le groupe est affilié à l'Armée syrienne libre. Il intègre aussi la chambre d'opérations Fatah Halab et la coalition Jaych al-Nasr.

### Dissolution
Le 28 mai 2018, Al-Forqat al-Wasti fusionne avec dix autres groupes de l'Armée syrienne libre pour former le Front national de libération.

## Zones d'opérations
La Division centrale est surtout active dans le nord du gouvernorat de Hama et le sud du gouvernorat d'Idleb, elle est également présente dans le gouvernorat d'Alep. Le groupe prend part à l'offensive de Hama de 2017.
En février 2017, plusieurs combattants du groupe sont également victimes des massacres de Khan Cheikhoun commis par le Liwa al-Aqsa,.

## Armement
La Division centrale fait partie des brigades rebelles soutenues par les États-Unis qui bénéficient de livraisons de missiles antichar BGM-71 TOW américains.